# Maison de Bonneterie

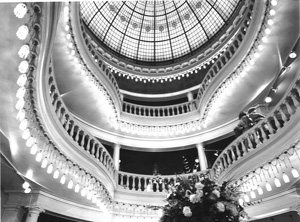
Glaskuppel der Maison de Bonneterie Amsterdam, ca. 1920

Maison de Bonneterie (Haus der Strumpfwaren) war eine kleine, aber renommierte niederländische Kette von Modegeschäften mit Niederlassungen in Amsterdam, Den Haag, Laren, Heemstede u. a. Sie wurde 1888 in Amsterdam gegründet und am 24. August 2014 geschlossen. Der Name wurde bis zum Ende beibehalten, obwohl die Geschäfte sich bereits im frühen zwanzigsten Jahrhundert zu Modekaufhäusern entwickelt hatten. Die Gebäude in Amsterdam und Den Haag stehen unter Denkmalschutz.

## Geschichte

### 1888: Gründung und Aufbau durch Joseph Cohen & Rosa Wittgenstein-Cohen

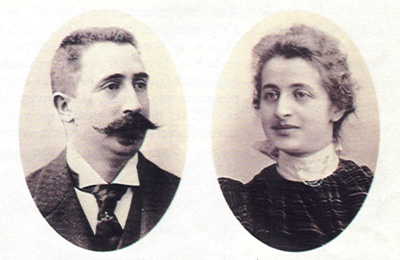
Hochzeitsbild Joseph Cohen und Rosa Wittgenstein, Warburg (1888)

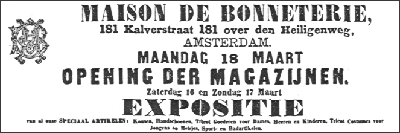
Annonce zur Geschäftseröffnung 1889

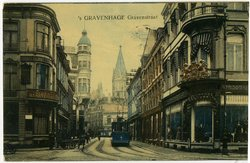
Alte Bonneterie in Den Haag (1906)

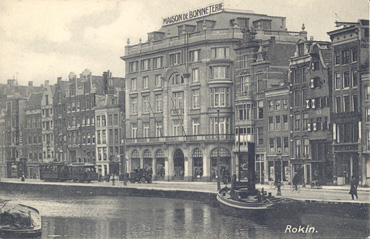
Bonneterie-Neubau zwischen Kalverstraat und Rokin in Amsterdam (1912)

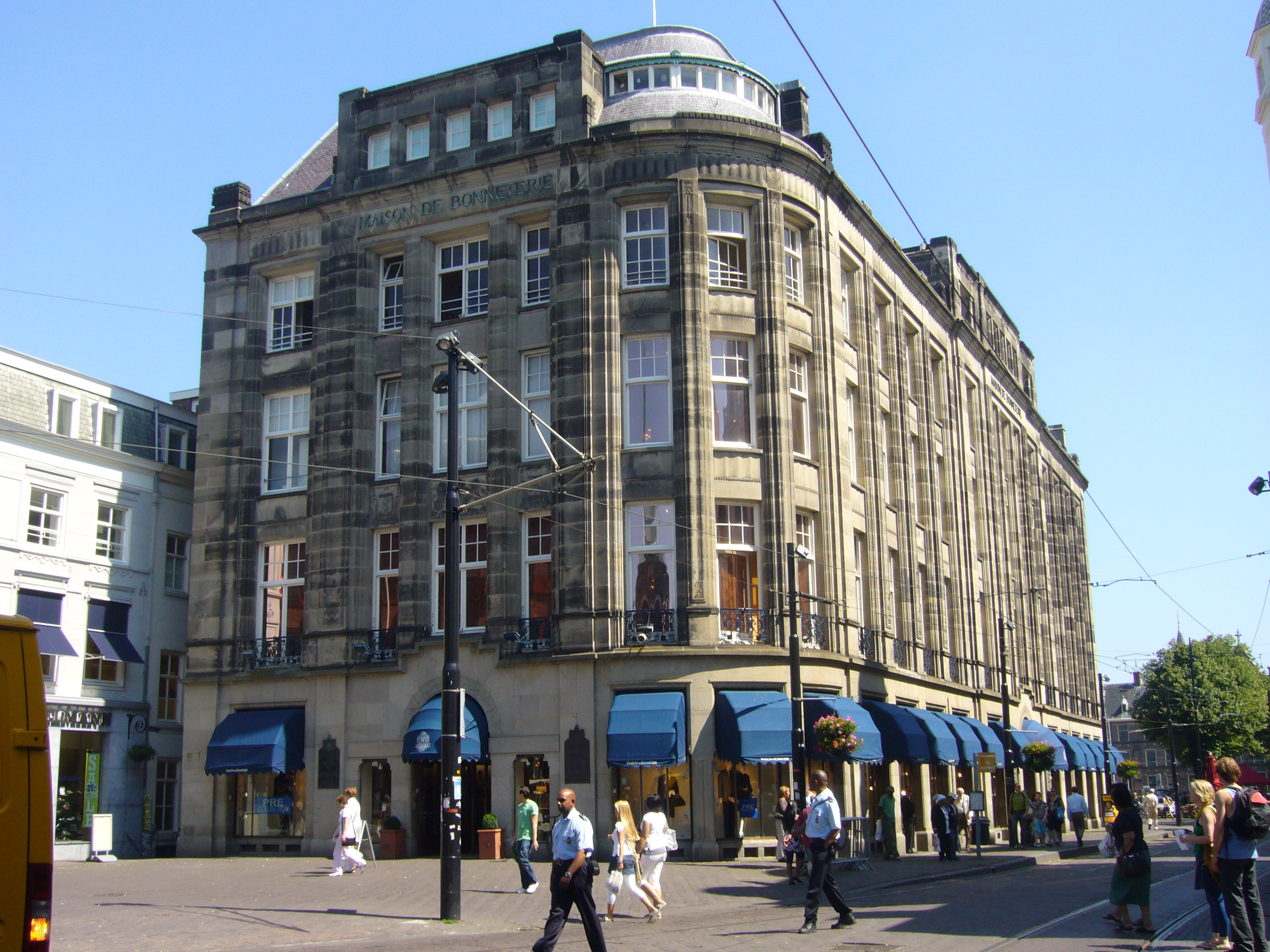
Bonneterie-Neubau in der Gravenstraat 2, Den Haag (2008)

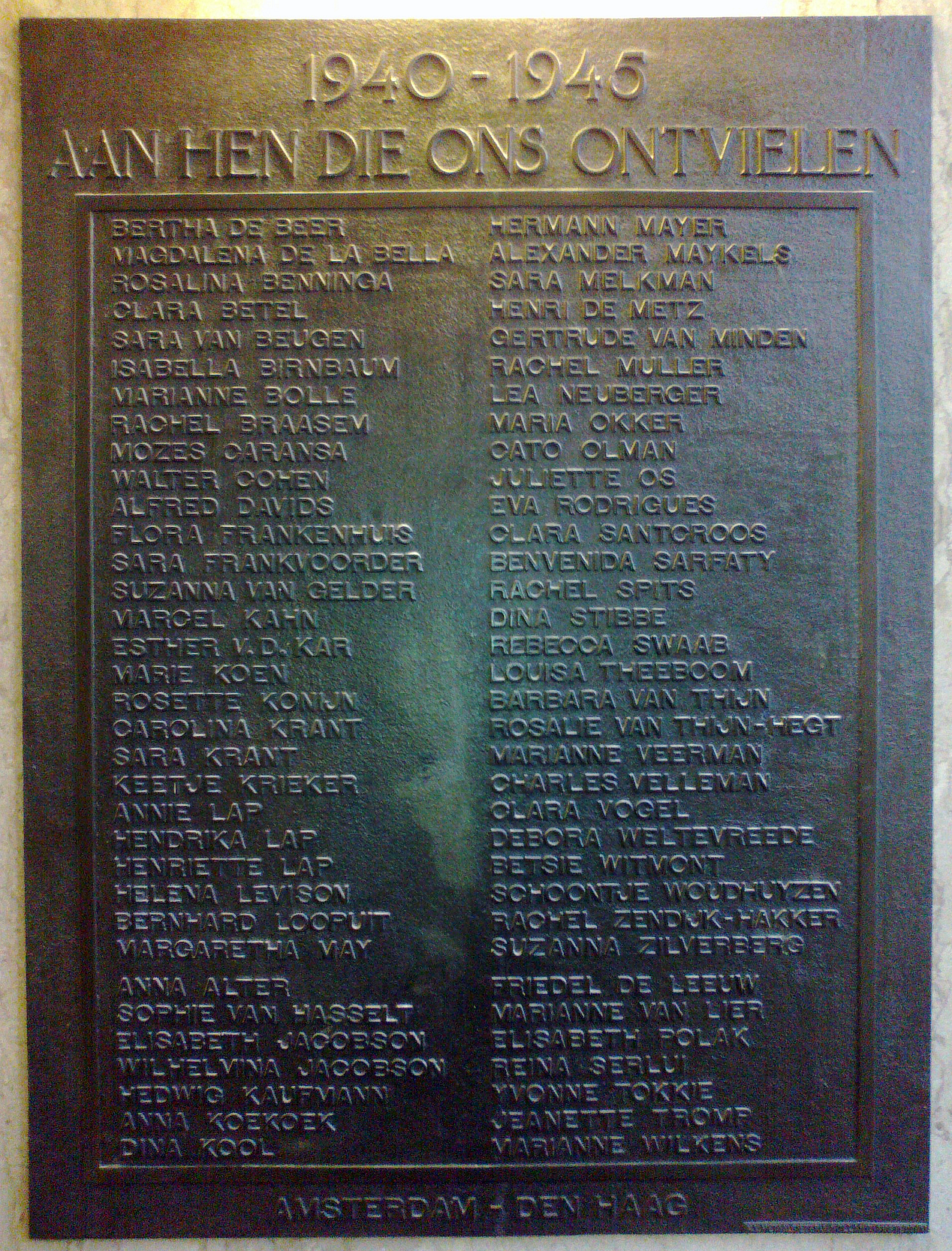
Gedenktafel in Den Haag für die 1940–1945 ermordeten Mitarbeiter

1887 zog Joseph Cohen (1860–1924), Sohn eines Textilkaufmanns aus Dinslaken, nach Amsterdam. Dort lernte er Rosa Wittgenstein (1867–1949) aus Warburg kennen, die im Modekaufhaus Hirsch & Cie arbeitete. Sie war eine Nichte des Kaufhausgründers Sally Berg. 1888 mieteten Joseph Cohen und Rosa Wittgenstein ein eigenes Ladenlokal in der Kalverstraat 181, Ecke Olieslagersteeg und eröffneten dort im Folgejahr ein kleines Textilgeschäft für Woll- und Strumpfwaren, das sie "Maison de Bonneterie" nannten. Ein paar Monate später heiratete sie in Rosas Geburtsstadt Warburg und gründeten dort die erste Filiale ihres Geschäftes. Weitere Filialen folgten in Den Haag (1895), Rotterdam, Laren und Heemstede.
Da die Räume des Stammhauses in der Kalverstraat schnell zu klein wurden, wurden 1893 die Nachbarhäuser Kalverstraat 179 und Olieslagersteeg 6 bis zum Rokin hinzu erworben. 1901 gewährte Königin Wilhelmina dem Geschäft das Prädikat Hoflieferant. Einige Jahre später wurden die alten Gebäude abgebrochen und auf den Grundstücken ein modernes Kaufhaus mit großen Schaufenstern und einer prächtigen Glaskuppel erbaut, das 1909 eröffnet wurde. Architekten waren Albert Jacot und Willem Oldewelt. Das Gebäude steht seit 1974 unter Denkmalschutz. 1913 wurde durch Jacot auch für das Geschäft in Den Haag, Gravenstraat 2 unter Einbeziehung des Nachbargrundstücks Nr. 4 ein großer, inzwischen ebenfalls unter Denkmalschutz stehender, Kaufhausneubau errichtet.

### 1921: Alfred & Max Cohen
1921 übertrugen Joseph und Rosa Cohen, die keine Kinder hatten, das Unternehmen an zwei Cousins von Joseph, Alfred und Max Cohen. 1924 starb Joseph, seine Frau Rosa wirkte jedoch noch im Hintergrund mit. Sie wurde 1937 zum Ritter im Orden von Oranien-Nassau ernannt. Zum 50-jährigen Jubiläum 1939 schenkte das Management seinen Mitarbeiters einen Bonus, im Gegenzug stifteten die Mitarbeiter der Firma vier Glasfenster für das Treppenhaus.
Nach dem Überfall auf die Niederlande wurden alle Unternehmen mit jüdischer Leitung angewiesen, sich bis zum 30. November 1941 zu melden. Alfred und Max Cohen mussten ihre Eigentumsrechte aufgeben, blieben aber zunächst noch Direktoren, bis deutsche Verwalter ernannt wurden. Alfreds Sohn Leo, der zufällig während der Zeit in den USA auf Geschäftsreise war, trat in die Niederländische Armee ein und änderte seinen Namen in Colland. Im Januar 1942 wurde der Cohen-Familie ein freies Geleit nach Portugal zugesichert, wenn sie ihr Amsterdamer Eigentum einschließlich ihrer Gemäldesammlung aufgaben. Sie emigrierten in die USA. Aufgrund des Krieges wurden schließlich alle Geschäfte geschlossen, zum Teil geplündert und als Lagerräume für Textilimporte zweckentfremdet. Von den jüdischen Mitarbeitern kam während des Krieges 66 in deutschen Konzentrationslagern um. Für sie wurde nach dem Krieg in den Amsterdamer und Den Haager Kaufhäusern Gedenktafeln errichtet und ihrer jährlich gedacht.
Die Enteignungen wurden nach dem Krieg rückgängig gemacht. Alfred und Max Cohen blieben jedoch in den USA, leiteten von dort aus die Geschäfte und ernannten hierzu David von Dijk aus Neuengland als Assistenten der Geschäftsführung. Rosa Cohen-Wittgenstein kehrte nach Amsterdam zurück und verstarb dort 1949 mit 81 Jahren.

### 1951: Leo Colland, Paul Herz u. a.
1951 wurden Alfreds Sohn Leo, der großer Pelz-Experte war, zusammen mit Paul Herz Geschäftsführer. Es wurden umfangreiche Umstrukturierungen und Modernisierungen unternommen, um die Geschäfte den veränderten Anforderungen anzupassen. 1956 starb Paul Herz vorzeitig, seine Position wurde von seiner Frau Ellen David übernommen. Seit den 80er Jahren erfolgten nach dem Shop in shop-System Kooperationen mit anderen Modehäusern wie Ralph Lauren, Burberry, Hugo Boss, Strenesse, Dolce & Gabbana, Max Mara, Replay, Sergio Rossi, Tommy Hilfiger, Diesel, Armani, Donna Karan, Gant.

### 1985: Jim Colland & Willem Koster
1985 übernahmen Leos Sohn Jim Colland, der bereits seit 1982 in das Geschäft eingetreten war, und Willem Koster, Sohn von Paul Herz, die Geschäftsführung. 1989 wurde der hundertste Geburtstag des Hauses mit großem Aufwand gefeiert. Acht bekannte Künstler schufen hierzu Lithographien, die zugunsten von UNICEF verkauft wurden. Im gleichen Jahr musste der Rotterdamer Standort in der Lijnbaan 83 aus wirtschaftlichen Gründen schließen. 2011 wurde der Standort Laren von der New Yorker Modekette McGregor übernommen.

### 2014: Schließung
2014 wurden die Hauptgeschäfte in Amsterdam und Den Haag von dem schwedischen Textilunternehmen Hennes & Mauritz übernommen und im Folgejahr wieder eröffnet. Die Gebäude verblieben in der familieneigenen Immobiliengesellschaft "Maison de Bonneterie Immobilie B.V.". 2016 wurde die Renovierung des Den Haager Gebäudes mit dem Denkmalschutzpreis (Monument award) der Stadt ausgezeichnet.